# 189
| Calendário gregoriano                                                        | 189 CLXXXIX                     |
| Ab urbe condita                                                              | 942                             |
| Calendário arménio                                                           | -363 – -362                     |
| Calendário bahá'í                                                            | -1655 – -1654                   |
| Calendário budista                                                           | 733                             |
| Calendário chinês                                                            | 2885 – 2886                     |
| Calendário copta                                                             | -95 – -94                       |
| Calendário etíope                                                            | 181 – 182                       |
| Calendários hindus - Vikram Samvat - Calendário nacional indiano - Cáli Iuga | 244 – 245 110 – 111 3289 – 3290 |
| Calendário Holoceno                                                          | 10189                           |
| Calendário islâmico                                                          | 447 BH – 446 BH                 |
| Calendário judaico                                                           | 3949 – 3950                     |
| Calendário persa                                                             | 433 BP – 432 BP                 |
| Calendário rúnico                                                            | 439                             |
| Calendário solar tailandês                                                   | 732                             |

189 (CLXXXIX na numeração romana) foi um ano comum do século II do Calendário Juliano, da Era de Cristo, a sua letra dominical foi E (52 semanas), teve início e término numa quarta-feira.
| Ano completo                        |
| ----------------------------------- |
| Ano comum com início à quarta-feira |

## Eventos
- 242a olimpíada; Magno [Líbico] de Cirene, vencedor do estádio.[1]
- Hsien Ti governa a China (até 220).
- Eleito o Papa Vítor I, 14º papa, que sucedeu o Papa Eleutério.

## Mortes
- Papa Eleutério, 13º papa.